# روبين باثوس
روبين باثوس (بالإسبانية: Rubén Arriaza Pazos)‏ هو لاعب كرة قدم إسباني في مركز الوسط، ولد في 26 أغسطس 1979 في شريش في إسبانيا. لعب مع راسينغ كلوب بورتوينسي وريال مدريد ج ونادي خيريث ونادي سبتة ونادي سمورة.